# Liste der Nummer-eins-Hits in Japan (1993)
Die Liste der japanischen Nummer-eins-Hits enthält die Daten vom 1. Januar bis zum 31. Dezember 1993. Die letzte Woche im Jahr fällt mit der ersten Woche des neuen Jahres zusammen. Angegeben sind die Verkaufszahlen der jeweiligen Nummer eins in ihrer Woche. Alle Angaben basieren auf den offiziellen japanischen Charts von Oricon.

## Singles
| ← 1992 ← | Liste der Nummer-eins-Hits in Japan | Liste der Nummer-eins-Hits in Japan | Liste der Nummer-eins-Hits in Japan                        | 1994 →                    |
| \| Zeitraum \| Wo. ges. \| Interpret \| Titel Autor(en) \| Zusätzliche Informationen \| \| (Zeitraum, Wochen auf Platz eins, Interpret, Titel, Autor[en], zusätzliche Informationen) \| \| \| \| \| \| ----------------------------------------------------------------------------------------- \| -------- \| --------------------- \| ---------------------------------------------------------- \| ------------------------- \| \| 28. Dezember 1992 – 24. Januar 1993 4 Wochen \| 4 \| Miho Nakayama & Wands \| Sekaijū no dare yori kitto \| – \| \| 25. Januar 1993 – 7. Februar 1993 2 Wochen \| 2 \| Wands \| Motto tsuyoku dakishimeta nara \| – \| \| 8. Februar 1993 – 14. Februar 1993 1 Woche \| 1 \| Tunnels \| Gajaimo \| – \| \| 15. Februar 1993 – 21. Februar 1993 1 Woche \| 1 \| Shizuka Kudō \| Dōkoku \| – \| \| 22. Februar 1993 – 28. Februar 1993 1 Woche \| 1 \| T-Bolan \| Osae kirenai kono kimochi \| – \| \| 1. März 1993 – 7. März 1993 1 Woche \| 1 \| Zard \| Makenai de \| – \| \| 8. März 1993 – 14. März 1993 1 Woche \| 1 \| Wands \| Toki no tobira \| – \| \| 15. März 1993 – 28. März 1993 2 Wochen \| 2 \| CHAGE&ASKA \| YAH YAH YAH/Yume no bannin \| – \| \| 29. März 1993 – 25. April 1993 4 Wochen \| 4 \| B’z \| Ai no mama ni wagamama ni boku wa kimi dake o kizutsukenai \| – \| \| 26. April 1993 – 23. Mai 1993 4 Wochen \| 4 \| Wands \| Ai o kataru yori kuchizuke o kawaso \| – \| \| 24. Mai 1993 – 30. Mai 1993 1 Woche \| 1 \| TUBE \| Natsu o machi kirenakute \| – \| \| 31. Mai 1993 – 13. Juni 1993 2 Wochen \| 2 \| Zard \| Yureru omoi \| – \| \| 14. Juni 1993 – 27. Juni 1993 2 Wochen \| 2 \| B’z \| Hadashi no megami \| – \| \| 28. Juni 1993 – 11. Juli 1993 2 Wochen \| 2 \| T-Bolan \| Setsunasa o keseya shinai/Kizu darake o dakishimete \| – \| \| 12. Juli 1993 – 18. Juli 1993 1 Woche \| 1 \| TUBE \| Datte natsu janai \| – \| \| 19. Juli 1993 – 1. August 1993 2 Wochen \| 2 \| Wands \| Koi seyo otome \| – \| \| 2. August 1993 – 8. August 1993 1 Woche (insgesamt 2) \| 2 \| Southern All Stars \| Erotica Seven \| – \| \| 9. August 1993 – 22. August 1993 2 Wochen \| 2 \| Yumi Matsutōya \| Manatsu no yoru no yume \| – \| \| 23. August 1993 – 29. August 1993 1 Woche (insgesamt 2) \| 2 \| Southern All Stars \| Erotica Seven \| – \| \| 30. August 1993 – 12. September 1993 2 Wochen \| 2 \| CHAGE&ASKA \| Sons and Daughters \| – \| \| 13. September 1993 – 19. September 1993 1 Woche \| 1 \| Noriyuki Makihara \| No.1 \| – \| \| 20. September 1993 – 3. Oktober 1993 2 Wochen \| 2 \| Dreams Come True \| go for it!/Ame no owaru basho \| – \| \| 4. Oktober 1993 – 10. Oktober 1993 1 Woche \| 1 \| Tsuyoshi Nagabuchi \| RUN \| – \| \| 11. Oktober 1993 – 17. Oktober 1993 1 Woche \| 1 \| TMN \| Ichizu na koi \| – \| \| 18. Oktober 1993 – 24. Oktober 1993 1 Woche \| 1 \| Keisuke Kuwata \| Mayonaka no Dundee \| – \| \| 25. Oktober 1993 – 31. Oktober 1993 1 Woche \| 1 \| Chisato Moritaka \| Kaze ni fukarete \| – \| \| 1. November 1993 – 14. November 1993 2 Wochen \| 2 \| Lindberg \| Datte sō janai!? \| – \| \| 15. November 1993 – 21. November 1993 1 Woche \| 1 \| Zard \| Kitto wasurenai \| – \| \| 22. November 1993 – 26. Dezember 1993 5 Wochen \| 5 \| Fumiya Fujii \| TRUE LOVE \| – \| \| 27. Dezember 1993 – 23. Januar 1994 4 Wochen (insgesamt 5) \| 5 \| Kōmi Hirose \| Romance no kamisama \| – \| |                                     |                                     |                                                            |                           |
| ← 1992 |                                     |                                     |                                                            | → 1994 →                  |
| Zeitraum | Wo. ges.                            | Interpret                           | Titel Autor(en)                                            | Zusätzliche Informationen |
| (Zeitraum, Wochen auf Platz eins, Interpret, Titel, Autor[en], zusätzliche Informationen) |                                     |                                     |                                                            |                           |
| 28. Dezember 1992 – 24. Januar 1993 4 Wochen | 4                                   | Miho Nakayama & Wands               | Sekaijū no dare yori kitto                                 | –                         |
| 25. Januar 1993 – 7. Februar 1993 2 Wochen | 2                                   | Wands                               | Motto tsuyoku dakishimeta nara                             | –                         |
| 8. Februar 1993 – 14. Februar 1993 1 Woche | 1                                   | Tunnels                             | Gajaimo                                                    | –                         |
| 15. Februar 1993 – 21. Februar 1993 1 Woche | 1                                   | Shizuka Kudō                        | Dōkoku                                                     | –                         |
| 22. Februar 1993 – 28. Februar 1993 1 Woche | 1                                   | T-Bolan                             | Osae kirenai kono kimochi                                  | –                         |
| 1. März 1993 – 7. März 1993 1 Woche | 1                                   | Zard                                | Makenai de                                                 | –                         |
| 8. März 1993 – 14. März 1993 1 Woche | 1                                   | Wands                               | Toki no tobira                                             | –                         |
| 15. März 1993 – 28. März 1993 2 Wochen | 2                                   | CHAGE&ASKA                          | YAH YAH YAH/Yume no bannin                                 | –                         |
| 29. März 1993 – 25. April 1993 4 Wochen | 4                                   | B’z                                 | Ai no mama ni wagamama ni boku wa kimi dake o kizutsukenai | –                         |
| 26. April 1993 – 23. Mai 1993 4 Wochen | 4                                   | Wands                               | Ai o kataru yori kuchizuke o kawaso                        | –                         |
| 24. Mai 1993 – 30. Mai 1993 1 Woche | 1                                   | TUBE                                | Natsu o machi kirenakute                                   | –                         |
| 31. Mai 1993 – 13. Juni 1993 2 Wochen | 2                                   | Zard                                | Yureru omoi                                                | –                         |
| 14. Juni 1993 – 27. Juni 1993 2 Wochen | 2                                   | B’z                                 | Hadashi no megami                                          | –                         |
| 28. Juni 1993 – 11. Juli 1993 2 Wochen | 2                                   | T-Bolan                             | Setsunasa o keseya shinai/Kizu darake o dakishimete        | –                         |
| 12. Juli 1993 – 18. Juli 1993 1 Woche | 1                                   | TUBE                                | Datte natsu janai                                          | –                         |
| 19. Juli 1993 – 1. August 1993 2 Wochen | 2                                   | Wands                               | Koi seyo otome                                             | –                         |
| 2. August 1993 – 8. August 1993 1 Woche (insgesamt 2) | 2                                   | Southern All Stars                  | Erotica Seven                                              | –                         |
| 9. August 1993 – 22. August 1993 2 Wochen | 2                                   | Yumi Matsutōya                      | Manatsu no yoru no yume                                    | –                         |
| 23. August 1993 – 29. August 1993 1 Woche (insgesamt 2) | 2                                   | Southern All Stars                  | Erotica Seven                                              | –                         |
| 30. August 1993 – 12. September 1993 2 Wochen | 2                                   | CHAGE&ASKA                          | Sons and Daughters                                         | –                         |
| 13. September 1993 – 19. September 1993 1 Woche | 1                                   | Noriyuki Makihara                   | No.1                                                       | –                         |
| 20. September 1993 – 3. Oktober 1993 2 Wochen | 2                                   | Dreams Come True                    | go for it!/Ame no owaru basho                              | –                         |
| 4. Oktober 1993 – 10. Oktober 1993 1 Woche | 1                                   | Tsuyoshi Nagabuchi                  | RUN                                                        | –                         |
| 11. Oktober 1993 – 17. Oktober 1993 1 Woche | 1                                   | TMN                                 | Ichizu na koi                                              | –                         |
| 18. Oktober 1993 – 24. Oktober 1993 1 Woche | 1                                   | Keisuke Kuwata                      | Mayonaka no Dundee                                         | –                         |
| 25. Oktober 1993 – 31. Oktober 1993 1 Woche | 1                                   | Chisato Moritaka                    | Kaze ni fukarete                                           | –                         |
| 1. November 1993 – 14. November 1993 2 Wochen | 2                                   | Lindberg                            | Datte sō janai!?                                           | –                         |
| 15. November 1993 – 21. November 1993 1 Woche | 1                                   | Zard                                | Kitto wasurenai                                            | –                         |
| 22. November 1993 – 26. Dezember 1993 5 Wochen | 5                                   | Fumiya Fujii                        | TRUE LOVE                                                  | –                         |
| 27. Dezember 1993 – 23. Januar 1994 4 Wochen (insgesamt 5) | 5                                   | Kōmi Hirose                         | Romance no kamisama                                        | –                         |